# Alain Le Grevès
Alain Le Grevès (né le 12 octobre 1939 à Garches et mort le 20 septembre 2000 à Neuilly-sur-Seine) est un coureur cycliste français, professionnel de 1962 à 1968.

## Biographie
Il est le neveu de René Le Grevès, lui-même ancien cycliste, qui a remporté seize étapes sur le Tour de France.

## Palmarès

### Palmarès amateur
- 1958
  - 2e du Circuit des Deux Ponts
- 1959
  - Paris-Mantes
  - Paris-Pacy
  - 3e de Poitiers-Saumur-Poitiers
  - 3e de Paris-Ézy
- 1960
  - 3e du championnat d'Île-de-France

### Palmarès professionnel
- 1963
  - Grand Prix de la Tarentaise
- 1966
  - 8e de Bordeaux-Paris

### Résultats sur les grands tours

#### Tour de France
1 participation
- 1966 : abandon (5e étape)